# Ann-Arbor-Modell

Kausalitätstrichter (funnel of causality) zur bildlichen Veranschaulichung der relevanten Faktoren im Ann-Arbor-Modell

Das Ann-Arbor-Modell (auch Michigan-Modell) ist ein Modell der empirischen Wahlforschung. Es wurde in den 1950er Jahren von den Sozialwissenschaftlern Angus Campbell, Gerald Gurin und Warren E. Miller an der University of Michigan in Ann Arbor entwickelt.
Dem Ann-Arbor-Modell zufolge lässt sich das Wahlverhalten durch das Zusammenwirken politisch-institutioneller, sozialökonomischer und psychischer Bedingungsfaktoren erklären. Dabei wird davon ausgegangen, dass die Masse der Wähler nicht vor jeder Wahl vor einer völlig neuen und damit offenen Entscheidungssituation steht. Vielmehr bringen sie längerfristig gültige Vorlieben bzw. Abneigungen gegenüber den konkurrierenden Parteien mit. Die direkten Einflussfaktoren, die Einstellungen der Wähler also gegenüber den Kandidaten und den von den Parteien eingenommenen Position bei aktuellen, umstrittenen Themen, werden mit psychischen und sozialen Faktoren, in erster Linie der Parteiidentifikation, verbunden. Diese „psychologische Mitgliedschaft“ in einer Partei steht dem Wähler bei jeder Entscheidung als sogenannte „standing decision“ zur Verfügung, die gewählt wird, solange keine bedeutenden anderen Faktoren dagegen sprechen. Eine durch die Parteiidentifikation bestimmte Wahl wird daher auch als „Normalwahl“ bezeichnet. Zudem beeinflusst die Parteiidentifikation indirekt auch die Wahrnehmung und Verarbeitung politischer Informationen. Die Wahlentscheidung ergibt sich somit aus dem Zusammenspiel vorangegangener Erfahrungen und subjektiver Situationsdeutungen.
Der Entscheidungsprozess der Wähler lässt sich im Rahmen des Ann-Arbor-Modells mit einem Trichter vergleichen, an dessen Ausgangspunkt die Wahlentscheidung steht. Die Parteibindung als langfristiger Faktor sowie die Themen und Personen als kurzfristige Einflussfaktoren sind dem vorgelagert.

## Langfristiger Faktor – Parteibindung
Zur Beschreibung der sozialen Korrelate von Parteibindungen eignen sich insbesondere soziologische Modelle. Während diese Modelle ihre Grenze in der Erklärung kurzfristiger „Wählerwanderungen“ finden, sind sie außerordentlich gut geeignet, um Bedingungsfaktoren des Wahlverhaltens, die über einen langen Zeitraum wirken, zu bestimmen.
In diesem Zusammenhang werden in der Regel die mikro- von den makrosoziologischen Erklärungsmodellen unterschieden. Dem mikrosoziologischen Modell zufolge entstehen Parteibindungen „vor allem durch politische Sozialisation und Kommunikation mit Meinungsführern […] und durch die Tendenz des einzelnen, mit seiner Familie, seinen Freunden und Arbeitskollegen in einem möglichst spannungsfreien Verhältnis zu leben“. Neben diesem individualsoziologisch orientierten Modell lassen sich Parteibindungen auch mit makrosoziologischen Modellen erklären. Demnach sind Parteibindungen das Resultat langanhaltender Koalitionen von politischen Parteien mit gesellschaftlichen Großgruppen (beispielsweise Gewerkschaften, Kirchen etc.). Die Zugehörigkeit zu einem dieser so genannten Cleavages bedingt demnach eine bleibende Affinität zu einer Partei. Die Parteibindung bleibt auch durch die gelegentliche Wahl einer anderen Partei ungefährdet, zumindest solange, wie die abweichende Stimmabgabe eine Ausnahmesituation bleibt.
Neben dem direkten Einfluss auf die Wahlentscheidung wird auch die Einstellung der Wähler zu bestimmten Sachthemen und Kandidaten von der Parteibindung beeinflusst. „Die Parteiidentifikation hilft Menschen dabei, Kandidaten einzuschätzen, ohne sich über zahlreiche ihrer Eigenschaften informieren zu müssen“. Informationen über Politiker werden nach deren parteipolitischer Zugehörigkeit und nach subjektiven Vorurteilen somit interpretativ verarbeitet. Zuschauer nehmen aus Berichten vor allem das wahr, was in ihr vorgefasstes Bild vom Kandidaten passt; auch die Aufmerksamkeit ist bei Beiträgen höher, die die vorhandenen Sichtweisen stützen.
Auch wenn in empirischen Studien wiederholt eine rückläufige Entwicklung der Parteibindungen nachgewiesen wird, bleibt sie in Deutschland für das Wählerverhalten von zentraler Bedeutung. Andere Faktoren aber werden durch diese Entwicklung zunehmend relevanter.

## Kurzfristige Faktoren – Themen- und Kandidatenorientierung
Nachlassende Parteibindungen führen im Ann-Arbor-Modell zwangsläufig zu einem Bedeutungsgewinn von politischen Streitfragen und Kandidaten. Dies ist generell auch keine problematische Entwicklung. Gerade aus normativer Sicht ließen sich Anzeichen, die auf ein verstärktes themenbezogenes Wählen hindeuten, positiv werten. „Zu schön wäre doch der von sozialstrukturell vermittelten Bindungen befreite und kognitiv hoch mobilisierte Wähler, der ausschließlich an Sachthemen orientiert ist“. Dass man von einem solchen Idealfall aber kaum ausgehen kann, lässt sich anhand der rationalistischen Theorie des Wählerverhaltens erklären.
Ausgangspunkt der Rational-Choice-Theorie ist ein ökonomischer Ansatz, nach dem Wähler ihre Wahlentscheidung davon abhängig machen, von welcher Option sie sich den größten persönlichen Nutzen versprechen. Als optionale Angebote auf dem Wählermarkt offerieren die konkurrierenden Parteien ihre unterschiedlichen Produkte (Wahlprogramme). Damit die Wähler herausfiltern können, welches Programm den größten individuellen Nutzen für sie generiert, müssten sie eigentlich die Wahlprogramme der Parteien „durchforsten“. Da der Wähler in der Logik eines ökonomischen Ansatzes in der Regel dem Ziel der Nutzenmaximierung, das heißt eines größtmöglichen Nutzens bei geringst möglichem Aufwand, folgt, wird er kaum seitenlange Wahlprogramme lesen und vergleichen. 
Wesentlich kostengünstiger hingegen lassen sich Informationen über Personen erhalten. Dies gilt insbesondere dann, wenn die Bewertung von Kandidaten vornehmlich über rollenferne Merkmale, wie Sympathieeinschätzungen oder die Bewertung der körperlichen Attraktivität, geschieht. In einem solchen Fall kann nicht zuletzt das Privatleben von Politikern mit ausschlaggebend sein für die Wahlentscheidung. 
Nun scheint es aber schon aus theoretischen Erwägungen wenig sinnvoll, die Wahrnehmung von Kandidaten und Themen strikt voneinander zu trennen. Vielmehr sollte in diesem Zusammenhang eine komplementäre statt einer alternativen Sichtweise der beiden kurzfristigen Einflussfaktoren eingenommen werden. „Der Wähler wählt nicht Personen statt Programme, sondern ‚Programme mit Personen‘ […]. Er wählt nicht den Kandidat<1..sic--> anstelle der Partei, sondern den Kandidaten (s)einer Partei“.